# Dunaújváros Gorillaz 2008
Questa voce raccoglie le informazioni riguardanti i Dunaújváros Gorillaz nelle competizioni ufficiali della stagione 2008.

## Divízió II 2008

### Stagione regolare
| 22 marzo 2008 1ª giornata | Dunaújváros Gorillaz | 13 – 0 | Újpest Bulldogs | (200 spett.) |

| Eger 29 marzo 2008 2ª giornata | Eger Heroes | 6 – 13 | Dunaújváros Gorillaz | Városi Sportpálya (100 spett.) |

| 20 aprile 2008 5ª giornata | Miskolc Steelers | 14 – 6 | Dunaújváros Gorillaz |  |

| 25 maggio 2008 9ª giornata | Dunaújváros Gorillaz | 20 – 53 | Nyíregyháza Tigers |  |

| 15 giugno 2008 12ª giornata | Dunaújváros Gorillaz | 5 – 0 | Pécs Gringos |  |

## Statistiche di squadra
| Competizione      | %Vittorie | In casa | In casa | In casa | In casa | In casa | In casa | In trasferta | In trasferta | In trasferta | In trasferta | In trasferta | In trasferta | Totale | Totale | Totale | Totale | Totale | Totale |
| Competizione      | %Vittorie | G       | V       | N       | P       | Pf      | Ps      | G            | V            | N            | P            | Pf           | Ps           | G      | V      | N      | P      | Pf     | Ps     |
| ----------------- | --------- | ------- | ------- | ------- | ------- | ------- | ------- | ------------ | ------------ | ------------ | ------------ | ------------ | ------------ | ------ | ------ | ------ | ------ | ------ | ------ |
| Stagione regolare | .600      | 3       | 2       | 0       | 1       | 38      | 53      | 2            | 1            | 0            | 1            | 19           | 20           | 5      | 3      | 0      | 2      | 57     | 73     |
| Totale            | .600      | 3       | 2       | 0       | 1       | 38      | 53      | 2            | 1            | 0            | 1            | 19           | 20           | 5      | 3      | 0      | 2      | 57     | 73     |